# Ahmose-Sitamoen

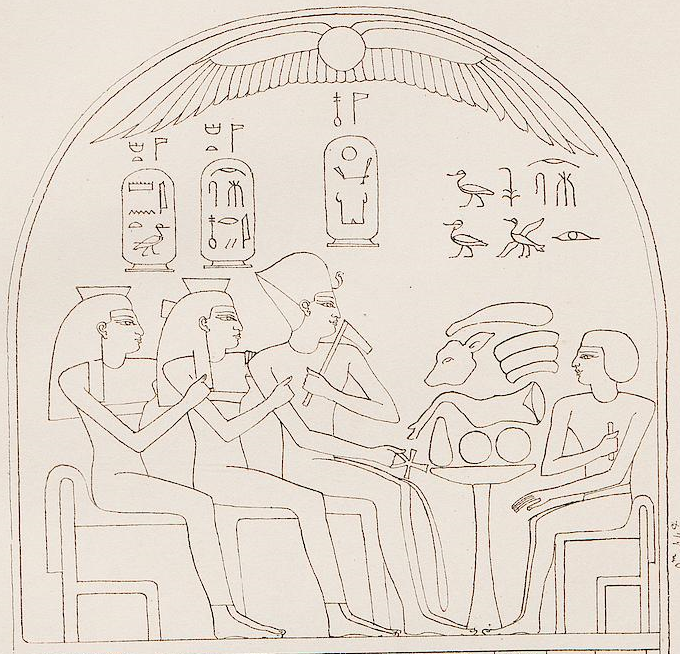
familieleden van Ahmose I, Sitamoen links

Ahmose-Sitamoen, of kortweg Sitamoen, was een prinses in de vroege jaren van de 18e dynastie.

## Geschiedenis
Sitamoen was de dochter van farao Ahmose I en de zus van Amenhotep I. Zij vervulde de zeer invloedrijke functie van opperpriesteres, als titeldraagster Godsvrouw van Amon.
Voor de achtste pyloon van de tempel van Karnak heeft zij een kolossaal standbeeld.
Haar mummie werd gevonden in de tombe DB320 nabij Deir el-Bahari. De mummie was gewikkeld in riet, waarin zich slechts enkele botten en de schedel bevonden. Het is tot op heden onduidelijk of de staat van de mummie iets te maken had met haar dood of dat hij beschadigd is door grafrovers.